# Blanzat
Blanzat település Franciaországban, Puy-de-Dôme megyében. Lakosainak száma 3729 fő (2022. január 1.). Blanzat Châteaugay, Clermont-Ferrand, Cébazat, Durtol, Malauzat, Nohanent és Sayat községekkel határos.

## Népesség
A település népességének változása:
| Lakosok száma | 3748 | 3740 | 3791 | 3749 | 3736 | 3840 | 3795 | 3762 | 3729 |
|               | 2013 | 2015 | 2016 | 2017 | 2018 | 2019 | 2020 | 2021 | 2022 |